# Drusus popovi
Drusus popovi là một loài Trichoptera trong họ Limnephilidae. Chúng phân bố ở miền Cổ bắc.